# Aneucomides coloratus
Aneucomides coloratus är en skalbaggsart som beskrevs av Blackburn 1898. Aneucomides coloratus ingår i släktet Aneucomides och familjen Melolonthidae. Inga underarter finns listade i Catalogue of Life.